# 164006 Thierry
164006 Thierry è un asteroide della fascia principale. Scoperto nel 2003, presenta un'orbita caratterizzata da un semiasse maggiore pari a 2,5665727 UA e da un'eccentricità di 0,1774278, inclinata di 1,31575° rispetto all'eclittica.